# 本多正定
本多 正定（ほんだ まささだ、生没年不詳）は、戦国時代の三河国の武将。本多正信の祖父にあたる。通称は弥八郎。
『寛政重修諸家譜』によれば父の忠正とともに松平清康に仕えたとするが、『藩翰譜』によれば正信の家（本多弥八郎家）は正定の代に初めて松平清康に仕えたとする。

## 生涯
『寛政重修諸家譜』（以下『寛政譜』）によれば、本多忠正の長男。松平清康に仕えた。織田信秀が安祥城を攻めた際（安城合戦）、城方の援軍に赴き、二弟の正行（弥七郎）と共に討死した。
なお、『寛政譜』の記載では、父の忠正、三弟の助俊も松平清康に仕え、信濃国の軍勢との戦いで戦死を遂げている。
『藩翰譜』では、本多家は本多忠正の代に尾張国から三河国に移り、正定の代に松平清康（安祥二郎三郎）に仕えたと記している。

## 系譜
『寛政譜』では男子2人を載せる。
- 長男：本多俊正 - 弥八郎、佐渡守。法名は周鎮。
- 二男：本多八左衛門 - 法名は真慶。

俊正と八左衛門は、松平清康・広忠に仕えた。俊正の子が本多正信らである。